# Moncel-lès-Lunéville
Moncel-lès-Lunéville é uma comuna francesa na região administrativa de Grande Leste, no departamento de Meurthe-et-Moselle. Estende-se por uma área de 21,94 km². Em 2010 a comuna tinha 627 habitantes (densidade: 28,6 hab./km²).